# Parque nacional de la Suiza Sajona
El parque nacional de la Suiza Sajona (en alemán: Nationalpark Sächsische Schweiz) es un parque nacional en el estado alemán de Sajonia, cerca de la ciudad capital de Dresde. Comprende dos áreas de 93,5 km² ( de 36,1 millas cuadradas) en el corazón de la parte alemana de las Montañas de arenisca del Elba, que recibe el nombre de la Suiza sajona (en alemán: Sächsische Schweiz).
El parque nacional colinda con el parque nacional de la Suiza Checa (en checo: České Švýcarsko) en la República Checa. El Parque además es el centro de un espacio natural de casi 710 km² que se conoce como la Suiza sajona.